# 薩魯曼
薩魯曼（Saruman）是英國作家約翰·羅納德·鲁埃爾·托爾金的史詩奇幻小說《魔戒》中的人物。人稱「白袍薩魯曼」，辛達林語稱他為Curunír Lán。他是最廣為人知的邁雅之一，在第三紀元他以埃斯塔力（巫師）的身分暗助反抗索倫的中土勢力，但後來受到索倫引誘而墮落；在中土大陸各地，不同的種族對他有不同的稱呼，薩魯曼是北方人對他的稱呼。
他是第一位到達中土大陸的埃斯塔力，是為聖白議會議長，他名字的意思是「巧手之人」（Man of skill）。

## 特徵
薩魯曼最初出現時，已經是一名長滿黑髮的老人。在第三紀元，他的頭髮和鬍子的末端轉變為白色。他非常高大，面孔狹長，眼睛深如黑暗。他會身穿白色斗篷出現，直至他改變了斗篷顏色，薩魯曼的膚色也改變了。
他實際上不是人，甚至也不是像人類懷疑的那样是精靈。薩魯曼其實是穿著人類肉身的邁雅，是維拉主神大地之神奧力之下屬。因為這樣，他的生命是不朽的，而且力量極端強而有力，雖然他的力量被人類肉身限制住，但他的最明顯的力量是知識和他的聲音。
薩魯曼從真知晶球中，得知古代努曼諾爾帝國、剛鐸和摩瑞亞的事情，希望從中得知打造魔戒的辦法。
他的聲音和講話極端有說服力，修辭強而有力。心思不夠堅定的人聽到他的話語，就能動搖他們心思，引起恐懼和傳出連串謊言以達到薩魯曼的目的。根據聽者的本質，這咒語只要持續講話，就能永遠影響他們。
薩魯曼其它的力量包括機械和化學知識，有別於魔法，他發明了一種炸藥，在聖盔谷大戰中炸毀聖盔谷城牆。他運用機械和引擎使用於艾辛格和夏爾，他大概尋求與索倫看齊。
他的科學領域延伸到生物區域。他繁殖半獸人，混合出不怕日光的強獸人 （Uruk-hai）。 他的人類間諜也可能有半獸人血統。他驅使鳥類為他服務，雖然這可能因為他利用了褐袍瑞達加斯特，使得薩魯曼和索倫定期得到情報。
薩魯曼的力量比甘道夫大（至少在甘道夫重生之前），他的魔法類似甘道夫，譬如人造光、火等等。
薩魯曼不同於甘道夫，薩魯曼為人傲慢。他知道自己作為最強而有力的埃斯塔力，毫不掩飾對瑞達加斯特的蔑視。但薩魯曼不是傻瓜，他體會到甘道夫的力量，明白最終甘道夫的力量與他均等，可能還會比自己優勝。他開始變得嫉妒甘道夫，最終說服甘道夫遠離聖白議會。
薩魯曼原先的使命是暗助反抗索倫的中土勢力，但他的自豪感和傲慢把他變成奸惡。薩魯曼並不是一開始就選擇叛變的，而是慢慢地受到影響，直到最後他說服了自己再也沒有別的路可行，如果不做的話定會後悔。後來他的所作所為使他更加苦澀，責備甘道夫更比任何人更出力使他自己倒臺。實際上他只是自作自受，但是他拒絕相信這點。
薩魯曼這名字是人類起的，是西方通用語。在托爾金的作品中，這種語言幾乎地未顯示過，應該類似英語或盎格魯撒克遜語形式。在這種情況下，托爾金使用了盎格魯撒克遜語根詞searu表示「技巧」或「狡猾」的意思。作為語言學者，托爾金可能參考一名歷史人物的名稱，「沙魯曼」 Jaruman，但他名字的真正西方語版本源頭依然未被人所知。
他的名字在精靈中稱為庫路耐爾 Curunír，是辛達林語，托爾金沒有翻譯字面的意思。它可以意味為「巧藝之人」，經常跟隨了Lán這字，是「白色」意思。在維林諾，他的名字是庫路牟 Curumo，是昆雅語同樣名字的版本。

## 起源
在瓦林诺，曼威可能在精灵及人类最后同盟，索伦失败之后，决定派五名使者到中土大陆。这些使者都是迈雅，力量与索伦相当。他们以人类的形态行走于中途，自称埃斯塔力或巫师。
库路耐尔（即以后的萨鲁曼）是五位巫师的一员， 一名强而有力的迈雅（有如索伦）。迈雅和维拉同属埃努，但力量稍弱。而所有的埃努都是在阿尔达存在之前就经由伊露维塔所创造出来的。
库路耐尔是唯一一个自愿前往中土大陆的。欧络因（甘道夫）则是接受曼威命令，前往中土大陆。萨鲁曼也是从此时开始嫉妒起了甘道夫。当维拉光之女神瓦尔妲属意欧络因去作为第三位埃斯塔力前往中土大陆，但欧络因却说：「吾非第三位」。萨鲁曼于是与瑞达加斯特同行，导致他蔑视后来到达中土大陆的巫师。

## 歷史

### 白袍薩魯曼時期
第三紀元，薩魯曼單獨乘船到達了位於中土大陸伊利雅德 （Eriador）西邊的灰港岸，只有造船者瑟丹知道他的身分和起源。
他連同兩名藍袍巫師（ Ithryn Luin）進入了中土大陸東部。在一千年以後只有他獨自返回到了西部，而兩名藍袍巫師不知去向，索倫的勢力在多爾哥多重現。
在第三紀元2759年，薩魯曼定居在艾辛格，剛鐸摒棄之地。剛鐸的宰相允許他管理那裡。他在那裡使艾辛格變為西部自由土地最重要的防禦。在艾辛格，也許是不幸，他發現了一枚真知晶球，當然最初用以善方面。
在這以後，聖白議會組成，由薩魯曼領導聖白議會。在第三紀元2850年，甘道夫親自進入多爾哥多，證實了那邪惡的存在的確是索倫重臨。由薩魯曼的忠告下，聖白議會決定了反擊多爾哥多。在這次會議中甘道夫第一次顯露他的懷疑，薩魯曼渴望擁有一枚魔戒。
薩魯曼的真正戰略是試圖引導聖白議會在多爾哥多集中攻擊索倫，以便索倫繼續加強他的力量，有機會顯露出魔戒來。薩魯曼那時希望有充足的力量。他很快發現索倫有更多魔戒知識，在第三紀元2941年，聖白議會驅逐索倫出多爾哥多。
或在這時候薩魯曼開始研究打造魔戒的方法，他似乎參考諾多族一部分的工藝技巧，並且創造他的魔戒。他大概曾經提高自己的技能，加強聲音的力量。然而似乎不太可能，他的魔戒力量與精靈三戒差不多，但與至尊魔戒相差太遠了。可能薩魯曼嫉妒甘道夫的知識而令他製作魔戒。
索倫摒棄了多爾哥多，另去魔多建立根據地，公開自稱魔王。在以前，巫王曾奪取了米那斯伊西爾 （Minas Ithil），易名為米那斯魔窟 （Minas Morgul），並奪取其內的真知晶球，他通過真知晶球聯絡薩魯曼。薩魯曼慢慢屈服在索倫意志之下，他現在成為了魔多的秘密盟友。

### 彩袍薩魯曼時期
薩魯曼沒有顯露他真實的意圖，直到甘道夫提出至尊魔戒的發現和地點。然後他改變自己原來的顏色，並稱自己為彩袍薩魯曼（ Saruman of Many Colours）。甘道夫拒絕加入他，他就將甘道夫囚禁在艾辛格的歐散克塔頂上。甘道夫後來在巨鷹幫助下逃脫了，並且將薩魯曼的倒戈告知聖白議會。甘道夫報告愛隆期間，提及薩魯曼的魔戒。
這時薩魯曼又再背叛了他的新盟友索倫，對戒靈說謊，薩魯曼派自己的人脈前往夏爾，但戒靈也不蠢，不過佛羅多·巴金斯一早就帶同至尊魔戒離開，他們撲過了空。
薩魯曼的間諜打算攔路搶劫佛羅多，他又派人（葛力馬·巧言）腐化洛汗國。甘道夫召集大軍在海爾姆深谷大戰中得到勝利，伊歐墨停止了對艾辛格的襲擊，而艾辛格由樹人擊破。薩魯曼明白自己完全地被擊敗了，他曾考慮後悔他的行為，但在最後一分鐘不由他作主。他仍然希望能以某種方法逃脫。薩魯曼做了最後的掙扎，用聲音誘惑洛汗國王希優頓和甘道夫，但他失敗了。
在囚困期間，他設法說服了樹人，放他離開歐散克塔。證明他的聲音魔力仍然在。他然後去了哈比人的故鄉夏爾，最後控制了夏爾，但他的僕人巧言·葛力馬亦背叛了他，在第三紀元3019年11月3日，薩魯曼與巧言·葛力馬爭執中，巧言用小刀割破薩魯曼的喉嚨，薩魯曼被殺。
薩魯曼作為邁雅，雖然喪失法力，但不會真正死亡，他的精神丟失了形狀（很像索倫敗亡了後，但索倫像魔苟斯一樣被驅逐到夜之門的深淵之中，不像薩魯曼那樣仍然流連於英巴爾（Imbar, 對應現實世界中的地球）。他的靈魂應該返回曼多斯的廳堂，但《魔戒》一書暗示，主神拒絕薩魯曼返回瓦林諾。人們推測他的精神無力地漫遊中土大陸，直到被人們遺忘。
然而, 有説法宣稱薩魯曼可能仍然能夠重塑肉軀，並且在日後東山再起。

## 政治

### 人類
托爾金寫薩魯曼「他主要穿梭在人類之中」 he went mostly among men。他希望尋找強大的力量，第三紀元在人類王國中放置間諜。
紀錄沒有說明他早期的進入中土大陸東部的事情，但當他回來後，他有一陣子實際上成為剛鐸的僕人，從剛鐸宰相貝倫中接受歐散克塔鑰匙，代為管治那裡。
薩魯曼沒有任何正式聲明，就將歐散克塔據為己有。但是，他有名無實地保留了剛鐸和洛汗的同盟。期間他長期作有關米那斯提力斯 （Minas Tirith）歷史紙卷和古書的研究。
他倒戈之時，薩魯曼依然使用了人類行使他的計劃，主要從登蘭德 （Dunland）下手，而且選擇代理（譬如葛力馬·巧言）腐化其它地區。薩魯曼是欺騙大師，能容易地挑動對手之敵人新仇舊恨，從而達到目的。
薩魯曼組成登蘭德人 （Dunlendings）、半獸人和強獸人的聯合大軍，似乎也有可能他雜交育種創造多一半半獸人。薩魯曼誘惑登蘭德人，表示會送給被驃騎人佔領的登蘭德人祖先根據地，及為被洛汗國王聖盔·鎚手 （Helm Hammerhand）所殺的登蘭德人領導者費瑞卡 Freca報仇。費瑞卡曾要求洛汗王位，結果被聖盔·鎚手一拳打死。
葛力馬·巧言充當薩魯曼計劃一個重要角色：成為國王希優頓的顧問，他秘密地迷戀了國王的甥女，伊歐玟，但她擊退了他和蔑視了他的為人。反之亦然，葛力馬·巧言以讒言使希優頓以為自己年老力衰，使他疏遠自己家人和國政，葛力馬·巧言成為洛汗真正領導人。

### 精靈
薩魯曼曾經與精靈關係良好，投票選出薩魯曼領導聖白議會，結合精靈和埃斯塔力對抗索倫。
但是，薩魯曼得知造船者瑟丹將火之戒納雅送給甘道夫，開始嫉妒。於是薩魯曼將他的怨氣遷怒精靈。
精靈拒絕薩魯曼進入中土大陸極西邊活動，因為他們的領土大多都是隱隱藏藏的，雖然精靈們在領土中揮動了一些奇妙力量，但薩魯曼力量更強大，容易打破魔法平衡。
即使艾辛格的歐散克塔位置非常接近精靈王國羅斯洛立安，薩魯曼也沒有聯絡那裡。的確，在他倒戈之後，薩魯曼清楚地陳述，他從未信任過凱蘭崔爾，他懷疑凱蘭崔爾策劃使甘道夫取代他位置。
總之，薩魯曼對精靈只有一點點興趣。

### 埃斯塔力
薩魯曼帶同瑞達加斯特從維林諾出發，但薩魯曼途中獨自到達中土大陸。之後，他與兩名藍袍巫師（摩列達和羅密斯達奴）進入東方，後來薩魯曼單獨返回中土大陸西部。這兩位巫師可能無法完成他們的使命，腐敗了，或被殺害了。他們的命運也許可能影響薩魯曼的思想，以至後來薩魯曼倒戈。
藍袍巫師最初是跟從維拉狩獵之神歐羅米，因此他們可能有不同目的而前往中土大陸東部。
即使薩魯曼蔑視瑞達加斯特，但瑞達加斯特依然樂意服務薩魯曼，而他不知道薩魯曼心中已經起了邪惡思想。薩魯曼驅使瑞達加斯特，像是向甘道夫炫耀自己的強大，只有自己可以驅使其他埃斯塔力。而且瑞達加斯特熟悉所有動物語言，代表他能提供薩魯曼無限量的動物間諜。
薩魯曼總是嫉妒甘道夫，懷疑他獨自保留秘密，因為甘道夫的確保留他的知識，和掩藏至尊魔戒的消息。甘道夫也沒有告知薩魯曼自己擁有精靈三戒之一，火之戒納雅。
甘道夫懷疑薩魯曼密謀獲取至尊魔戒，於是在聖白議會中暗示其他成員。甘道夫用法力仿造了九枚魔戒和至尊魔戒，做到好像掌握它們，然後在薩魯曼面前將它們變走。
總之，薩魯曼了解甘道夫作為他的唯一同級數的邁雅，有時顯露恐懼和尊敬。他注意甘道夫的行蹤，知他到了夏爾，並迷上了煙草，薩魯曼因此公然取笑甘道夫。但他又好奇煙草是什麼東西，於是又吸了一口，亦如甘道夫一樣瘋狂地迷上煙草，並偷偷在夏爾購入煙草，甘道夫得知後，在聖白議會上嘲諷了薩魯曼一頓。
當事態緊張，薩魯曼尋求做甘道夫作自己盟友。這不僅在政治上，而且潛意識中對甘道夫尊重和感覺兩人有共同的命運。於是薩魯曼單獨威嚇甘道夫作索倫的僕人，但甘道夫拒絕。
然而甘道夫重生後，文本沒有說明清楚薩魯曼的力量是否轉移到甘道夫身上，還是甘道夫額外增加了力量。當甘道夫返回晉升為「白袍甘道夫」，他能隨意召喚薩魯曼，甚至廢去他所有力量。
埃斯塔力社會的世界觀反映薩魯曼怎麼操作和欺騙他人，便之充滿恐懼和懷疑，這些傷害他人的行為引致自身的滅亡。

### 半獸人
薩魯曼大概收納了迷霧山脈的半獸人部落，也可能收納摩瑞亞半獸人。他驅使半獸人攻擊瑞文戴爾，並且在艾辛格養殖半獸人，最終創造混雜半獸人和人類（可能是登蘭德人）血統的強獸人。
他的強獸人軍隊不怕陽光，對薩魯曼非常忠誠，他們的高度、力量都比半獸人優勝。皮聘和梅里報告看見一種新種類，叫Orkish的物種也是薩魯曼正規軍的一部分，但他們不是強獸人，哈比人認為他們可能是薩魯曼早期的製成品。
當薩魯曼控制了夏爾，他的僕人稱呼他為「薩基」（ Sharkey）。薩魯曼不知這個名字的意思，這名字大概對應黑暗語中sharku一詞，意思是「老人」。這種黑暗語只有甘道夫才懂。

### 樹人
薩魯曼經過被樹人控制的法貢森林才定居艾辛格。最老的樹人樹鬍接受他自由來往森林的權利。
薩魯曼有時會諮詢樹鬍，不過也不太關心他們，薩魯曼只聽他們古老時期的歷程，卻沒做什麼回報樹人。
樹人及早看出薩魯曼的叛變，於是非常關心世界之事，主要是因為薩魯曼砍伐法貢森林的樹木，用以燃燒熔爐。
樹人極為震怒，薩魯曼侵犯了樹木，於是攻打艾辛格。薩魯曼要承受對樹人和法貢森林漠不關心的後果，他錯誤地判斷樹人的能力和行動，導致薩魯曼勢力敗亡。

### 哈比人
哈比人對夏爾之外的世界漠不關心，對薩魯曼的存在也一概不知，薩魯曼逃出歐散克塔，帶同葛力馬·巧言漫無目的的逃亡。在途中，薩魯曼滿面潦倒的遇見甘道夫、凱蘭崔爾、和佛羅多一行人。他沒有告訴眾人他要去那裡，不過甘道夫猜得出薩魯曼要去哈比人定居的夏爾，但這時他只是發笑，沒有告知佛羅多眾人。
薩魯曼收買了夏爾的富商，糾結惡棍，漸漸控制了夏爾。他將夏爾弄得滿目瘡痍，周圍污煙瘴氣。佛羅多一行人返回夏爾時，已經不是自己熟悉的夏爾。
惡棍要捕捉佛羅多一行人，佛羅多立時聯絡夏爾幾個大勢力的家族（圖克家和烈酒鹿家等），發動起義，推翻了薩魯曼。當佛羅多在袋底洞（佛羅多原本的家）與薩魯曼交涉時，薩魯曼暗示被收買的富商被葛力馬·巧言殺死並吃掉了。葛力馬·巧言聞言崩潰，他衝向薩魯曼，用小刀割向他的喉嚨，薩魯曼被殺，而葛力馬·巧言被義軍用箭射死。

### 維拉和邁雅
當他在維林諾時，薩魯曼跟索倫皆是奧力之下屬，傲慢的薩魯曼可能因此起了取代索倫成為魔王的念頭。薩魯曼熱切去前往中土大陸，沒有聽曼威的忠告。在他「死亡」之後，維拉拒絕薩魯曼返回維林諾，他的精神無力地漫遊中土大陸，直到被人們遺忘。

### 動物
薩魯曼透過瑞達加斯特，控制鳥類為他的間諜，另外他的軍隊中也有變異扭曲的生物。

## 改編描述
在奇幻史詩電影《魔戒》和《哈比人》系列裡，薩魯曼一角由英國演員克里斯多福·李爵士飾演。電影裡薩魯曼在《哈比人：意外旅程》裡出席聖白會議，並在《哈比人：五軍之戰》裡參與進攻多爾哥多、驅離索倫的行動，最後他說：「索倫留給我對付」。然在《魔戒首部曲：魔戒現身》裡薩魯曼已被腐化，和索倫結盟，與之聯手摧毀人類世界。與原著小說最大差異是，電影裡薩魯曼在被巧言刺殺後是從歐散克塔頂跌落而死，而非原著裡的夏爾袋底洞門前。